# Lucifer (crustacé)
Pour les articles homonymes, voir Lucifer (homonymie).
Famille
Genre
Lucifer est un genre de crustacés décapodes (crevettes), le seul de la famille des Luciferidae. Ce sont des crevettes bioluminescentes.

## Liste des genres
Selon World Register of Marine Species (31 décembre 2014) :
- Lucifer chacei Bowman, 1967
- Lucifer faxoni Borradaile, 1915
- Lucifer hanseni Nobili, 1905
- Lucifer intermedius Hansen, 1919
- Lucifer orientalis Hansen, 1919
- Lucifer penicillifer Hansen, 1919
- Lucifer typus H. Milne Edwards, 1837 [in H. Milne Edwards, 1834-1840]